# Kabinett Nehru II

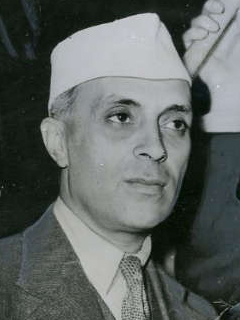
Premierminister Jawaharlal Nehru (1946)

Das Kabinett Nehru II wurde in Indien am 13. Mai 1952 durch Premierminister Jawaharlal Nehru gebildet. Es löste das Kabinett Nehru I ab und blieb bis zum 4. April 1957 im Amt, woraufhin es durch das Kabinett Nehru III abgelöst wurde.

## Minister
Dem Kabinett gehörten folgende Minister an:
| Amt                                                                            | Name                                                                         | Partei       | Beginn der Amtszeit                                           | Ende der Amtszeit                                               |
| ------------------------------------------------------------------------------ | ---------------------------------------------------------------------------- | ------------ | ------------------------------------------------------------- | --------------------------------------------------------------- |
| Premierminister                                                                | Jawaharlal Nehru                                                             | INC          | 13. Mai 1952                                                  | 17. April 1957                                                  |
| Minister für Auswärtiges und Beziehungen zum Commonwealth of Nations           | Jawaharlal Nehru                                                             | INC          | 13. Mai 1952                                                  | 17. April 1957                                                  |
| Verteidigungsminister                                                          | N. Gopalaswami Ayyangar Jawaharlal Nehru Kailash Nath Katju Jawaharlal Nehru | INC          | 13. Mai 1952 10. Februar 1953 10. Januar 1955 30. Januar 1957 | 10. Februar 1953 10. Januar 1955 30. Januar 1957 17. April 1957 |
| Finanzminister                                                                 | Chintaman Deshmukh Jawaharlal Nehru T. T. Krishnamachari                     | INC          | 13. Mai 1952 24. April 1956 30. August 1956                   | 24. April 1956 30. August 1956 17. April 1957                   |
| Innenminister                                                                  | Kailash Nath Katju Govind Ballabh Pant                                       | INC          | 13. Mai 1952 10. Januar 1955                                  | 10. Januar 1955 17. April 1957                                  |
| Minister für Bildung                                                           | Abul Kalam Azad                                                              | INC          | 13. Mai 1952                                                  | 17. April 1957                                                  |
| Minister für natürliche Ressourcen und wissenschaftliche Forschung             | Abul Kalam Azad                                                              | INC          | 13. Mai 1952                                                  | 17. April 1957                                                  |
| Kommunikationsminister                                                         | Jagjivan Ram                                                                 | INC          | 13. Mai 1952                                                  | 1956                                                            |
| Gesundheitsministerin                                                          | Amrit Kaur                                                                   | INC          | 13. Mai 1952                                                  | 17. April 1957                                                  |
| Minister für Planung, Bewässerung und Energie                                  | Gulzarilal Nanda                                                             | INC          | 13. Mai 1952                                                  | 17. April 1957                                                  |
| Minister für die Bundesstaaten                                                 | Kailash Nath Katju                                                           | INC          | 13. Mai 1952                                                  | 10. Januar 1955                                                 |
| Minister für Handel und Industrie                                              | T. T. Krishnamachari Sardar Swaran Singh Morarji Desai                       | INC          | 13. Mai 1952 1956                                             | 1956 17. April 1957                                             |
| Justizminister                                                                 | Charu Chandra Biswas                                                         | INC          | 13. Mai 1952                                                  | 17. April 1957                                                  |
| Minister für Minderheiten                                                      | Charu Chandra Biswas                                                         | INC          | 13. Mai 1952                                                  | 17. April 1957                                                  |
| Minister für Eisenbahnen und Transport                                         | Lal Bahadur Shastri Jagjivan Ram                                             | INC          | 13. Mai 1952 7. Dezember 1956                                 | 7. Dezember 1956 17. April 1957                                 |
| Minister für öffentliche Arbeiten, Wohnungsbau und Versorgung                  | Sardar Swaran Singh                                                          | INC          | 13. Mai 1952                                                  | 17. April 1957                                                  |
| Arbeitsminister                                                                | V. V. Giri Khandubhai Kasanji Desai                                          | INC          | 13. Mai 1952 1954                                             | 1954 17. April 1957                                             |
| Minister für Produktion                                                        | K. Chengalaraya Reddy                                                        | 13. Mai 1952 | 17. April 1957                                                |                                                                 |
| Minister für Information und Rundfunk                                          | B. V. Keskar                                                                 | INC          | 13. Mai 1952                                                  | 17. April 1957                                                  |
| Minister für Rehabilitation und Minderheiten                                   | Ajit Prasad Jain Mehr Chand Khanna                                           | INC          | 13. Mai 1952 1954                                             | November 1954 17. April 1957                                    |
| Minister für Eisen und Stahl                                                   | T. T. Krishnamachari                                                         | INC          | 1955                                                          | 17. April 1957                                                  |
| Minister für parlamentarische Angelegenheiten                                  | Satya Narayan Sinha                                                          | INC          | 13. Mai 1952                                                  | 17. April 1957                                                  |
| Minister für Einnahmen und Ausgaben                                            | Mahavir Tyagi Bezawada Gopala Reddy                                          | INC          | 13. Mai 1952 16. März 1953                                    | 16. März 1953 28. März 1955                                     |
| Minister für Verteidigungsorganisation                                         | Mahavir Tyagi                                                                | INC          | 16. März 1953                                                 | 17. April 1957                                                  |
| Minister ohne Geschäftsbereich                                                 | Govind Ballabh Pant                                                          | INC          | 1954                                                          | 1955                                                            |
| Minister für Schwerindustrie                                                   | Govind Ballabh Pant Morarji Desai                                            | INC          | 1956                                                          | 1956 17. April 1957                                             |
| Landwirtschaftsminister                                                        | Punjabrao Deshmukh                                                           | INC          | 13. Mai 1952                                                  | 17. April 1957                                                  |
| Minister für Gemeindeentwicklungszusammenarbeit und dörfliche Selbstverwaltung | S. K. Dey                                                                    | INC          | 1956                                                          | 17. April 1957                                                  |
| Minister ohne Geschäftsbereich                                                 | V. K. Krishna Menon                                                          | INC          | 1956                                                          | 17. April 1957                                                  |
| Solicitor General                                                              | C. K. Daphtary                                                               | INC          | 13. Mai 1952                                                  | 17. April 1957                                                  |

### Staatsminister und stellvertretender Minister
| Amt                                                                                   | Name                                               | Partei | Beginn der Amtszeit        | Ende der Amtszeit       |
| ------------------------------------------------------------------------------------- | -------------------------------------------------- | ------ | -------------------------- | ----------------------- |
| Staatsministerin im Gesundheitsministerium                                            | Maragatham Chandrasekar Dhahvanthi Handoo Rama Rau | INC    | 1952 1953                  | 1953                    |
| Staatsminister im Industrieministerium                                                | Nityanand Kanungo                                  | INC    | 1955                       | 1956                    |
| Staatsminister im Ministerium für Ernährung und Landwirtschaft                        | Rafi Ahmed Kidwai Ajit Prasad Jain                 | INC    | 13. Mai 1952 November 1954 | Oktober 1954 April 1956 |
| Staatsminister für Konsumindustrie                                                    | Nityanand Kanungo                                  | INC    | 1956                       | 17. April 1957          |
| Staatsminister für Handel                                                             | Dattatraya Parasuram Karmarkar                     | INC    | 1952                       | 17. April 1957          |
| Vize-Ministerin für Wirtschaftsangelegenheiten                                        | Tarakeshwari Prasad Sinha                          | INC    | 1952                       | 17. April 1957          |
| Vize-Minister für Bildung                                                             | K. L. Shrimali                                     | INC    | Mai 1955                   | 17. April 1957          |
| Vize-Minister für Handel und Industrie                                                | Nityanand Kanungo                                  | INC    | 1954                       | 1955                    |
| Vize-Arbeitsminister                                                                  | Abid Ali Jaferbhai                                 | INC    | 1952                       | 17. April 1957          |
| Vize-Minister für Planung                                                             | Shyam Nandan Mishra                                | INC    | 1954                       | 17. April 1957          |
| Vize-Minister für Bewässerung und Energie                                             | Jaisukh Lal Hathi                                  | INC    | 1952                       | 17. April 1957          |
| Parlamentarische Staatssekretärin beim Premierminister für Auswärtige Angelegenheiten | Lakshmi N. Menon                                   | INC    | 1952                       | 17. April 1957          |
| Parlamentarischer Staatssekretär im Bildungsministerium                               | K. L. Shrimali                                     | INC    | Dezember 1953              | Mai 1955                |
| Parlamentarischer Staatssekretär im Ministerium für Information und Rundfunk          | G. Rajagopalan                                     | INC    | 1953                       | 17. April 1957          |